# Vinstok
Planteslægten Vinstok (Vitis) er udbredt i Europa, Mellemøsten, Østasien og Nordamerika med ca. 70 arter. Det er løvfældende eller stedsegrønne lianer eller buske. Bladene er spredtstillede, hele og mere eller mindre tydeligt håndlappede eller fjerdelte med takket rand. Blomsterne sidder i klaser over for bladhjørnerne. De er uanselige og femtallige, ofte fordelt på enkønnede individer. Frugterne er bær med flere til mange frø.
Her beskrives kun de arter, som dyrkes almindeligt i Danmark.
Almindelig Vin og sorter af den angribes dødeligt af vinlus også kaldet vinpest (Daktulosphaira vitifoliae). Men flere af de amerikanske arter er modstandsdygtige. Derfor poder man Almindelig Vin på grundstamme af Amerikansk Vin.
| Beskrevne arter |

- Japansk vin (Vitis coignetiae)
- Amerikansk Vin (Vitis labrusca)
- Flodbred-Vin (Vitis riparia) – formodentlig den art, vikingerne kan have fundet i Vinland
- Almindelig Vin (Vitis vinifera)

| Andre arter og hybrider |

| - Vitis acerifolia - Vitis adenoclada - Vitis aestivalis - Vitis amurensis - Vitis × andersonii - Vitis arizonica - Vitis balansana - Vitis barbata - Vitis bashanica - Vitis bellula - Vitis betulifolia - Vitis biformis - Vitis blancoi - Vitis bloodworthiana - Vitis bourgaeana - Vitis × bourquina - Vitis bryoniifolia - Vitis californica - Vitis × champinii - Vitis chunganensis - Vitis chungii - Vitis cinerea - Vitis davidii - Vitis ×doaniana - Vitis erythrophylla - Vitis fengqinensis - Vitis ficifolia - Vitis flexuosa - Vitis girdiana - Vitis hancockii - Vitis heyneana - Vitis hui - Vitis jacquemontii - Vitis jaegeriana - Vitis jinggangensis - Vitis lanceolatifoliosa - Vitis longquanensis | - Vitis luochengensis - Vitis menghaiensis - Vitis mengziensis - Vitis monticola - Vitis mustangensis - Vitis nesbittiana - Vitis × novae-angliae - Vitis palmata - Vitis peninsularis - Vitis piasezkii - Vitis pilosonerva - Vitis popenoei - Vitis pseudoreticulata - Vitis retordii - Vitis romanetii - Vitis rotundifolia - Vitis rupestris - Vitis ruyuanensis - Vitis shenxiensis - Vitis shuttleworthii - Vitis silvestrii - Vitis sinocinerea - Vitis × slavinii - Vitis tiliifolia - Vitis treleasei - Vitis tsoii - Vitis vulpina - Vitis wenchouensis - Vitis wilsonae - Vitis wuhanensis - Vitis xunyangensis - Vitis yunnanensis - Vitis zhejiang-adstricta - Vitis xunyangensis - Vitis yunnanensis - Vitis zhejiang-adstricta |